# Devdas (film, 2002)
Pour les articles homonymes, voir Devdas (homonymie).
À ne pas confondre avec le roman de Sarat Chandra Chatterjee.
Pour plus de détails, voir Fiche technique et Distribution.
Devdas (देवदास) est un mélodrame indien, produit et réalisé par Sanjay Leela Bhansali, sorti en 2002,.
Il s'agit d'une nouvelle adaptation du livre Devdas de Sarat Chandra Chatterjee, paru en 1917,. L'histoire du film se passe au début du XXe siècle et raconte l'amour impossible entre deux personnes, appartenant à deux milieux différents,.
Il est considéré comme l'un des films les plus rentables des années 2000 et a égalé le record de dix Filmfare Awards en 2003, dont ceux du meilleur film et du meilleur réalisateur. Le film a été sélectionné pour représenter l'Inde à la cérémonie des Oscars mais n'a pas été retenu pour l'Oscar du meilleur film en langue étrangère en 2003. Il a été le premier film indien à être présenté hors compétition au Festival de Cannes en 2002.
En France, il a réuni près de 108 292 spectateurs en salles.

## Synopsis
Devdas (Shahrukh Khan), surnommé Dev, rentre dans la maison familiale en Inde après avoir terminé ses études de droit en Angleterre. Il y retrouve son amie d'enfance, Parvati (Aishwarya Rai), surnommée Paro. Avant le départ de Devdas, tous deux étaient extraordinairement proches, au point qu'ils semblaient destinés l'un à l'autre depuis toujours. Pendant l'absence de Devdas, Parvati l'a attendu avec passion ; Devdas lui-même, malgré son apparente désinvolture, est très amoureux de Parvati. Mais à présent que tous deux sont adultes, les obstacles s'accumulent contre leur union, car Parvati est issue d'un milieu beaucoup plus modeste que celui de Devdas. Humiliée par la famille de celui qu'elle aime, Paro épouse un riche veuf tandis que Devdas sombre dans la débauche et l'alcoolisme malgré l'amour d'une courtisane, Chandramukhi (Madhuri Dixit).

## Fiche technique
Sauf indication contraire, les informations mentionnées dans cette section peuvent être confirmées par la base de données cinématographiques IMDb,  présente dans la section « Liens externes ».
- Titre : Devdas
- Titre original : देवदास (Dēvdās)
- Réalisation : Sanjay Leela Bhansali
- Scénario : Prakash Ranjit Kapadia, Sanjay Leela Bhansali, d'après le roman éponyme de Sarat Chandra Chatterjee.
- Casting : Suguna Sundaram
- Dialogues : Prakash Kapadia
- Direction artistique : Nitin Chandrakant Desai
- Décors : Nitin Chandrakant Desai
- Costumes : Abu Jani, Sandeep Khosla, Neeta Lulla, Reza Shariffi
- Maquillage : Arun Pillai
- Son : Jitendra Chaudhary, Vikramaditya Motwane, Kunal Sharma
- Photographie : Binod Pradhan
- Montage : Bela Segal
- Musique : Ismail Darbar
- Paroles : Nusrat Badr
- Chorégraphie : Saroj Khan
- Production : Bharat S. Shah
- Société de production : Mega Bollywood
- Sociétés de distribution : Warner Bros. Pictures, Eros International, Monopole-Pathé, Universum Film
- Budget de production : 500 000 000 ₹
- Pays d'origine :  Inde
- Langues : Hindi, bengali, ourdou
- Format : Couleurs - 2,35:1 - DTS / Dolby Digital / SDDS - 35 mm
- Genre : Drame, mélodrame, musical, romance
- Durée : 185 minutes (3 h 05), 182 minutes (3 h 02) (version anglaise), 165 minutes (2 h 45) (Festival de Cannes)
- Dates de sorties en salles: 
  -  France : 23 mai 2002 (Festival de Cannes), 2 avril 2003 (sortie nationale)
  -  Inde : 12 juillet 2002

## Distribution

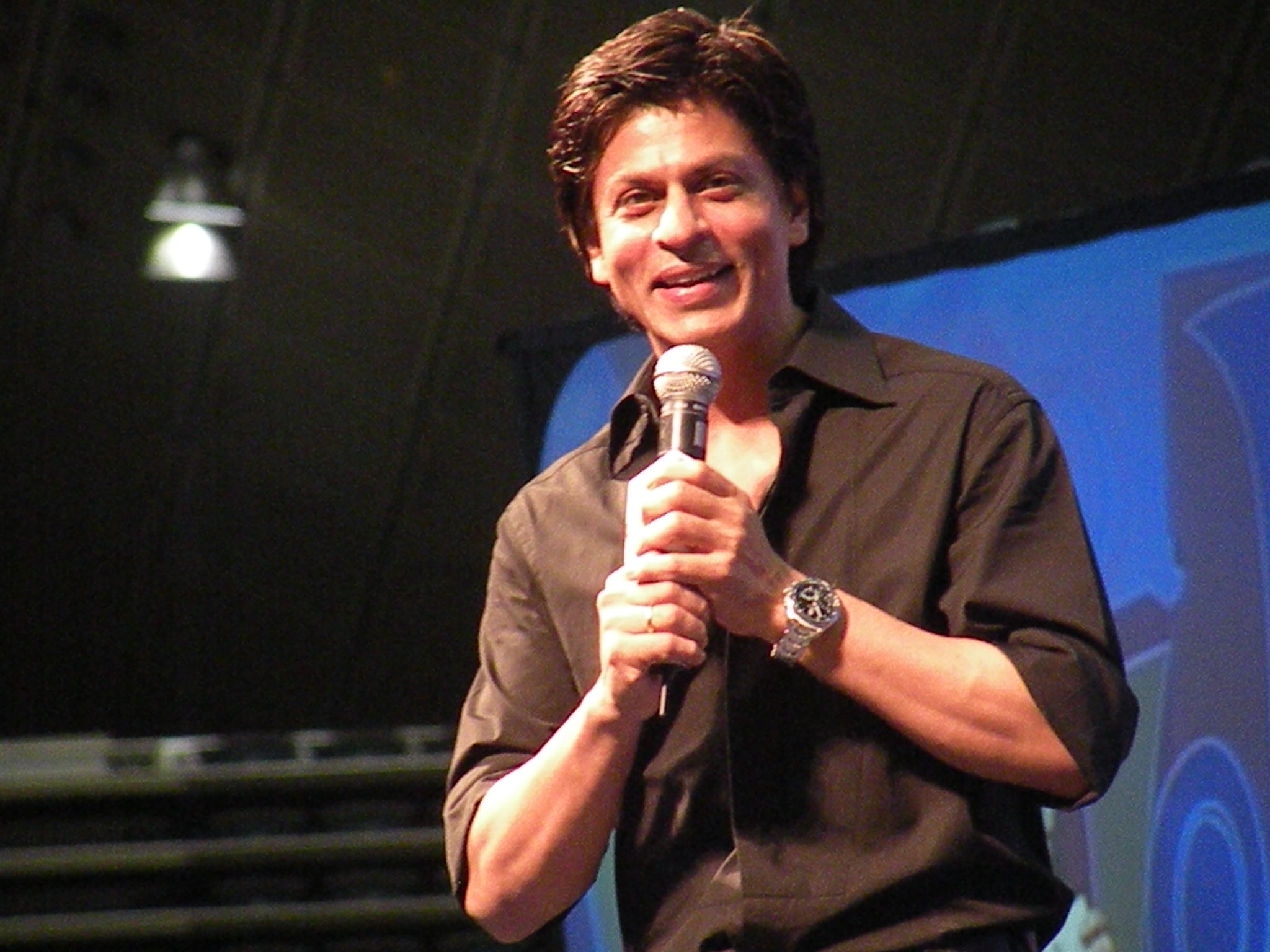
Shahrukh Khan, interprète de Devdas.

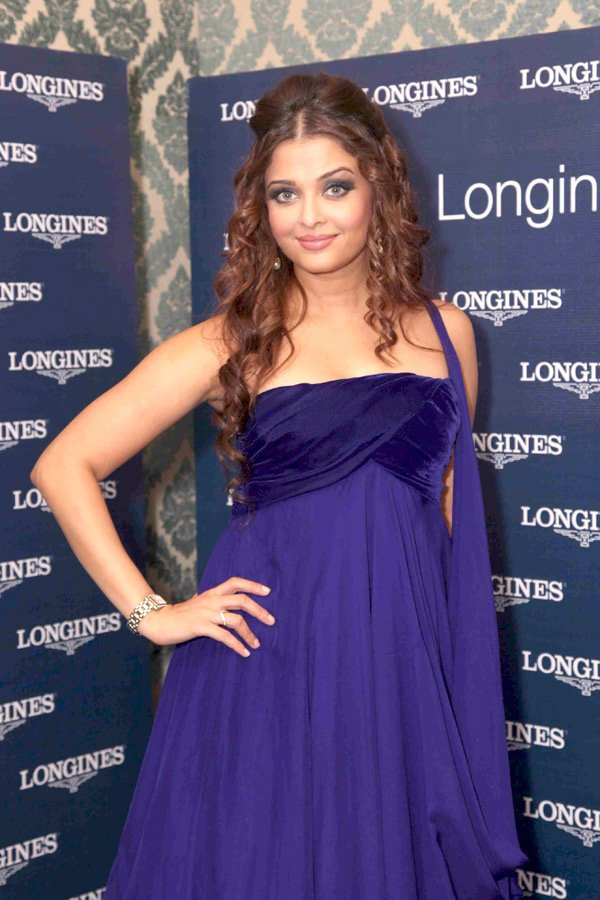
Aishwarya Rai, interprète de Paro.

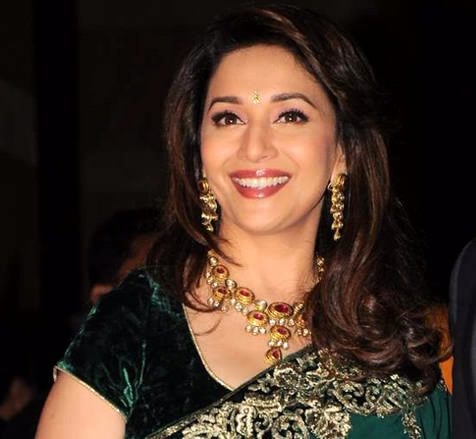
Madhuri Dixit, interprète de Chandramukhi.

- Shahrukh Khan : Devdas "Dev" Mukherjee, héros éponyme du film.
  - Madhani Mohit : Devdas, enfant.
- Aishwarya Rai (V.F. : Françoise Cadol) : Parvati "Paro" Chakrabôrty, amie d'enfance et grand amour de Devdas.
  - Bansaree Madhani : Paro, enfant.
- Madhuri Dixit : Chandramukhi, courtisane au grand cœur, éprise de Devdas.
- Jackie Shroff : Chunnilal, ami de Devdas.
- Smita Jaykar (VF : Yvette Petit) : Kaushalya Mukherjee, la mère de Devdas.
- Manoj Joshi : Dwijdas Mukherjee, le frère de Devdas.
- Ananya Khare : Kumud Mukherjee, la belle-sœur de Devdas.
- Ava Mukherji : la grand-mère de Devdas
- Kiron Kher (VF : Frédérique Cantrel) : Sumitra Chakrabôrty, la mère de Paro.
- Sunil Rege : Neelkanth Chakrabôrty, le père de Paro.
- Vijay Crishna : Sir Narayan Mukherjee, le père de Devdas.
- Tiku Talsania : Dharamdas, le serviteur des Mukherjee.
- Jaya Bhattacharya : Manorama, la cousine de Paro.
- Vijayendra Ghatge : Bhuban Chaudhry, l'époux de Paro.
- Milind Gunaji : Kalibabu, le fils de Bhuban Chaudhry.
- Dina Pathak : la mère de Bhuban
- Radhika Singh : Yashomati, la fille de Bhuban Chaudhry.
- Amardeep Jha (en) : l'épouse défunte de Bhuban Chaudhry.
Version française
  - Studio de doublage :
  - Direction artistique : Christèle Wurmser
  - Adaptation :

## Production
Devdas est produit par l'homme d'affaires Bharat Shah. Le budget du film s'élève à 500 000 000 ₹ (11 000 000 $) : jamais auparavant un film indien n’avait coûté aussi cher. Une grande partie de cet argent sert à fabriquer les décors : il faut 120 000 000 ₹ pour créer la luxueuse demeure de Chandramukhi, et 30 000 000 ₹ pour créer celle de Paro.

### Jouer Devdas
Le Devdas de Shahrukh Khan est bien différent de celui de Dilip Kumar qui l'incarnait dans l'adaptation de 1955. Les deux acteurs ont des styles de jeu très différents : Shahrukh Khan joue de façon très exubérante, alors que Dilip Kumar est célèbre pour son jeu beaucoup plus posé et intériorisé. Shahrukh Khan n’a jamais vu le Devdas de Bimal Roy. Il n'arrive pas à s’approprier l’amour autodestructeur de Devdas, et décide donc de mettre plutôt l’accent sur l’incapacité du personnage à s’engager, une interprétation qui, pense-t-il, touchera davantage les spectateurs d'aujourd'hui. Il prépare d'une façon particulière les scènes dans lesquelles Devdas est ivre : il mémorise son texte, répète ses mouvements, puis, quand il est sûr de bien les connaître, consomme lui-même de l’alcool, afin d’avoir le regard d’une personne en état d'ébriété.

## Autour du film[9]

### Anecdotes
- Le tournage du film a duré 18 mois.
- L'œuvre littéraire, très populaire en Inde au fil du temps, est considéré comme le Roméo et Juliette indien[10]. Pour de nombreux spécialistes, Devdas est devenu « un point de référence mythologique pour le cinéma hindi ».
- Devdas a été tourné dans des conditions difficiles et a été endeuillé par la mort de deux techniciens : le premier, tué par un ventilateur en décembre 2000, le second, par une chute mortelle en août 2001.
- Devdas fut le premier film indien à être présenté dans la catégorie « Hors compétition » au Festival de Cannes, le 23 mai 2002.
- Le réalisateur Sanjay Leela Bhansali a dû faire face à de graves problèmes financiers provoqués par les déboires judiciaires du producteur du film : un peu plus d'un mois après le début du tournage, en décembre 2000, Bharat Shah, accusé d’être lié à la mafia, est arrêté. L’argent manque pour payer les techniciens, que Bhansali doit convaincre de l’imminence de la libération de Bharat Shah afin qu’ils acceptent de ne pas quitter leur travail. Ce dernier finit par être libéré le 3 avril 2002, trois semaines avant la fin du tournage.
- Sur le plateau du film, il eut la présence de Salman Khan, le compagnon d’Aishwarya Rai, dont elle était en train de se séparer, qui refusait de la quitter. Bien qu'il n'ait pas de rôle dans Devdas, il est présent tous les jours sur le tournage, boit beaucoup et il n'est pas rare qu'il passe ses nuits devant la caravane d’Aishwarya Rai.
- L'actrice Madhuri Dixit fut enceinte de son premier enfant, pendant le tournage du film.
- Les saris portés par Aishwarya Rai tout au long du film ont été fabriqués à partir de 600 saris achetés.

### Critiques
Le film fut un véritable tremplin pour la culture Bollywood, assez méconnue en Europe malgré son immense et incontestable succès en Asie,. Le réalisateur Sanjay Leela Bhansali et les acteurs Shahrukh Khan et Aishwarya Rai en sont les ambassadeurs.
En regard du box-office, Devdas a reçu des critiques assez positives. Il obtient une popularité de 88 % sur Rotten Tomatoes, regroupant 17 critiques collectées et est évalué à une moyenne de 4,1/5 pour 16 critiques de presse sur Allociné.

« Dans la grande tradition de Bollywood, trois heures d'un cinéma calorique et sucré comme un gros loukoum : grandiose et épuisant. »

— Jean-Baptiste Morain, Les Inrocks, 1er janvier 2003.

« Après Laagan l'an dernier, Bollywood parviendra-t-il avec Devdas à séduire un public peut-être moins demandeur ces temps-ci d'interchangeables sous-produits hollywoodiens ? Son charme clinquant, kitchissime, dépaysant constitue en tout état de cause le plus radical des antidotes aux préoccupations de notre triste printemps... »

— Annie Coppermann, Les Échos, 2 avril 2003.

« Si l'on découvre (...) ce nouvel avatar de la mode Bollywood, on est vite subjugué par la magnificence des décors, la beauté des acteurs, la sensualité malicieuse des danses et le déploiement minutieux d'une mise en scène réglée comme du papier à musique. Voilà un produit très haut de gamme qui procure trois heures de plaisir rare (...). »

— François-Guillaume Lorrain, Le Point, 4 avril 2003.
Devdas fait également partie de la liste des 100 meilleurs films du cinéma mondial par Empire, en 2010.

## Bande originale
Albums de Ismail Darbar
Deewangee
(2002) Shakti: The Power
(2002)
La bande originale du film a été composée par Ismail Darbar. Elle contient dix chansons. Les paroles furent écrites par Nusrat Badr.
Dans les années 2000, l'album atteint la 43e place des 100 meilleurs bandes originales de Bollywood par Planet Bollywood.
| 1.    | Silsila Ye Chahat Ka           | Shreya Ghoshal                                     | 5:26 |
| 2.    | Maar Daala                     | Kavita Krishnamurthy, KK                           | 4:40 |
| 3.    | Bairi Piya                     | Udit Narayan, Shreya Ghoshal                       | 5:23 |
| 4.    | Kaahe Chhed                    | Burju Maharaj, Udit Narayan, Madhuri Dixit         | 5:23 |
| 5.    | Chalak Chalak                  | Udit Narayan, Vinod Rathod, Shreya Ghoshal         | 5:12 |
| 6.    | Hamesha Tumko Chaha            | Kavita Krishnamurthy, Udit Narayan                 | 6:02 |
| 7.    | Woh Chand Jaisi Ladki          | Udit Narayan                                       | 4:32 |
| 8.    | Morey Piya                     | Jaspinder Narula, Shreya Ghoshal                   | 5:40 |
| 9.    | Dev's Last Journey (The Theme) | Raghav Chatterjee, Supriya Adhikari, Rashmi Sharma | 4:03 |
| 10.   | Dola Re Dola                   | Kavita Krishnamurthy, Shreya Ghoshal, KK           | 6:35 |
| 52:56 |                                |                                                    |      |

## Distinctions
| Année            | Distinction          | Catégorie                             | Nom                                                      | Résultat   |
| ---------------- | -------------------- | ------------------------------------- | -------------------------------------------------------- | ---------- |
| 11 janvier 2003  | Zee Cine Awards      | Meilleur film                         | Devdas                                                   | Lauréat    |
| 11 janvier 2003  | Zee Cine Awards      | Meilleur acteur                       | Shahrukh Khan                                            | Lauréat    |
| 11 janvier 2003  | Zee Cine Awards      | Meilleure actrice                     | Aishwarya Rai                                            | Lauréat    |
| 11 janvier 2003  | Zee Cine Awards      | Meilleur réalisateur                  | Sanjay Leela Bhansali                                    | Lauréat    |
| 11 janvier 2003  | Zee Cine Awards      | Meilleure photographie                | Binod Pradhan                                            | Lauréat    |
| 11 janvier 2003  | Zee Cine Awards      | Meilleure chorégraphie                | Saroj Khan (pour Maar Dala)                              | Lauréat    |
| 11 janvier 2003  | Zee Cine Awards      | Meilleurs costumes                    | Abu Jani, Sandeep Khosla, Neeta Lulla, Reza Shariffi     | Lauréat    |
| 11 janvier 2003  | Zee Cine Awards      | Meilleure chanteuse de play-back      | Shreya Ghoshal (pour Dola Re Dola)                       | Nomination |
| 16 janvier 2003  | Screen Awards        | Meilleur film                         | Devdas                                                   | Lauréat    |
| 16 janvier 2003  | Screen Awards        | Meilleur acteur                       | Shahrukh Khan                                            | Lauréat    |
| 16 janvier 2003  | Screen Awards        | Meilleure actrice                     | Aishwarya Rai                                            | Lauréat    |
| 16 janvier 2003  | Screen Awards        | Meilleur acteur dans un second rôle   | Jackie Shroff                                            | Lauréat    |
| 16 janvier 2003  | Screen Awards        | Meilleure actrice dans un second rôle | Madhuri Dixit                                            | Lauréat    |
| 16 janvier 2003  | Screen Awards        | Meilleur chanteur de play-back        | Udit Narayan (pour Woh Chand Jaisi Ladki)                | Lauréat    |
| 16 janvier 2003  | Screen Awards        | Jodi N°1 du meilleur couple           | Shahrukh Khan, Aishwarya Rai                             | Lauréat    |
| 16 janvier 2003  | Screen Awards        | Meilleure actrice dans un second rôle | Kiron Kher                                               | Nomination |
| 24 janvier 2003  | MTV Asia Awards      | Meilleur film asiatique               | Devdas                                                   | Lauréat    |
| 21 février 2003  | Filmfare Awards,     | Meilleur film                         | Devdas                                                   | Lauréat    |
| 21 février 2003  | Filmfare Awards,     | Meilleur réalisateur                  | Sanjay Leela Bhansali                                    | Lauréat    |
| 21 février 2003  | Filmfare Awards,     | Meilleur acteur                       | Shahrukh Khan                                            | Lauréat    |
| 21 février 2003  | Filmfare Awards,     | Meilleure actrice                     | Aishwarya Rai                                            | Lauréat    |
| 21 février 2003  | Filmfare Awards,     | Meilleure actrice dans un second rôle | Madhuri Dixit                                            | Lauréat    |
| 21 février 2003  | Filmfare Awards,     | Meilleures chanteuses de play-back    | Kavita Krishnamurthy, Shreya Ghoshal (pour Dola Re Dola) | Lauréat    |
| 21 février 2003  | Filmfare Awards,     | Meilleure photographie                | Binod Pradhan                                            | Lauréat    |
| 21 février 2003  | Filmfare Awards,     | Meilleure direction artistique        | Nitin Chandrakant Desai                                  | Lauréat    |
| 21 février 2003  | Filmfare Awards,     | Meilleure chorégraphie                | Saroj Khan (pour Dola Re Dola)                           | Lauréat    |
| 21 février 2003  | Filmfare Awards,     | Prix R.D. Burman                      | Shreya Ghoshal                                           | Lauréat    |
| 21 février 2003  | Filmfare Awards,     | Meilleur acteur dans un second rôle   | Jackie Shroff                                            | Nomination |
| 21 février 2003  | Filmfare Awards,     | Meilleure actrice dans un second rôle | Kiron Kher                                               | Nomination |
| 21 février 2003  | Filmfare Awards,     | Meilleure direction musicale          | Ismail Darbar                                            | Nomination |
| 21 février 2003  | Filmfare Awards,     | Meilleur parolier                     | Nusrat Badr (pour Dola Re Dola)                          | Nomination |
| 21 février 2003  | Filmfare Awards,     | Meilleure chanteuse de play-back      | Shreya Ghoshal (pour Bairi Piya)                         | Nomination |
| 21 février 2003  | Filmfare Awards,     | Meilleure chanteuse de play-back      | Kavita Krishnamurthy (pour Maar Dala)                    | Nomination |
| 23 février 2003  | BAFTA Awards         | Meilleur film en langue étrangère     | Sanjay Leela Bhansali, Bharat S. Shah                    | Nomination |
| 17 mai 2003      | IIFA Awards,         | Meilleur film                         | Devdas                                                   | Lauréat    |
| 17 mai 2003      | IIFA Awards,         | Meilleur réalisateur                  | Sanjay Leela Bhansali                                    | Lauréat    |
| 17 mai 2003      | IIFA Awards,         | Meilleur acteur                       | Shahrukh Khan                                            | Lauréat    |
| 17 mai 2003      | IIFA Awards,         | Meilleure actrice                     | Aishwarya Rai                                            | Lauréat    |
| 17 mai 2003      | IIFA Awards,         | Meilleure actrice dans un second rôle | Kiron Kher                                               | Lauréat    |
| 17 mai 2003      | IIFA Awards,         | Meilleures chanteuses de play-back    | Kavita Krishnamurthy, Shreya Ghoshal (pour Dola Re Dola) | Lauréat    |
| 17 mai 2003      | IIFA Awards,         | Meilleure chorégraphie                | Saroj Khan (pour Dola Re Dola)                           | Lauréat    |
| 17 mai 2003      | IIFA Awards,         | Meilleur enregistrement sonore        | Jitendra Chaudhary, Vikramaditya Motwane, Kunal Sharma   | Lauréat    |
| 17 mai 2003      | IIFA Awards,         | Meilleur maquillage                   | Arun Pillai                                              | Lauréat    |
| 17 mai 2003      | IIFA Awards,         | Meilleure photographie                | Binod Pradhan                                            | Lauréat    |
| 17 mai 2003      | IIFA Awards,         | Meilleur dialogue                     | Prakash Kapadia                                          | Lauréat    |
| 17 mai 2003      | IIFA Awards,         | Meilleure direction artistique        | Nitin Chandrakant Desai                                  | Lauréat    |
| 17 mai 2003      | IIFA Awards,         | Meilleur enregistrement musical       | Daman Sood, Bishwadeep Chatterjee, Tanay Gajjar          | Lauréat    |
| 17 mai 2003      | IIFA Awards,         | Meilleur réenregistrement sonore      | Leslie Fernandes                                         | Lauréat    |
| 17 mai 2003      | IIFA Awards,         | Meilleurs costumes                    | Abu Jani, Sandeep Khosla, Neeta Lulla, Reza Shariffi     | Lauréat    |
| 29 décembre 2003 | National Film Awards | Meilleure chanteuse de play-back      | Shreya Ghoshal (pour Bairi Piya)                         | Lauréat    |
| 29 décembre 2003 | National Film Awards | Meilleur direction artistique         | Nitin Chandrakant Desai                                  | Lauréat    |
| 29 décembre 2003 | National Film Awards | Meilleure chorégraphie                | Saroj Khan (pour Maar Dala)                              | Lauréat    |
| 29 décembre 2003 | National Film Awards | Meilleurs costumes                    | Abu Jani, Sandeep Khosla, Neeta Lulla, Reza Shariffi     | Lauréat    |

### Sources et bibliographie

#### Ouvrages
- (bn) Sarat Chandra Chatterjee, Devdas, Les Belles Lettres, 1917, 208 p.  (ISBN 978-2251720074)